# Dietrich Marcuse
Dietrich Marcuse (* 27. Februar 1929 in Königsberg) ist ein deutscher Physiker, der sich unter anderem mit Quantenoptik befasst. 
Marcuse studierte an der FU Berlin mit dem Diplom-Abschluss in Physik 1954 und wurde 1962 an der TH Karlsruhe promoviert (über einen bei Bell Labs entwickelten HCN (Blausäure) Maser). 1954 bis 1957 war er am Zentrallabor von Siemens und Halske in Berlin. Ab 1957 war er an den Bell Laboratories. 1994 ging er dort in Pension.
Er befasste sich mit Wellenleitern, Glasfaser-Optik und Quantenelektronik.
1989 erhielt er den Max Born Award und 1981 den Quantum Electronics Award der IEEE.

## Schriften
- als Herausgeber: Integrated Optics, IEEE Press 1973 (Reprints)
- Theory of Dielectrical Optical Waveguides, Academic Press 1974
- Principles of Quantum Electronics, Academic Press 1980
- Principles of Optical Fiber Measurements, Academic Press 1981
- Light Transmission Optics, Krieger 1989
- Engineering Quantum Electrodynamics, Harcourt Brace 1970